# 餓狼傳說2
《餓狼傳說2》（日版副標題譯作“新的戰鬥”）作為「100-Mega Shock」系列的第2部作品，畫面和操作性皆被大幅度強化。並追加了改進了的「雙線系統」和體力值低於一定程度時能使出威力強大的「超必殺技系統」等。

## 故事簡介
傑斯·侯活（Geese Howard）於餓狼傳說1代死後，一位神秘的貴族接手主辦新的武鬥會「King of Fighters」，這一次的大賽邀請了世界各地的選手，神秘的挑戰者不斷擊敗參賽者，尋找可以擊敗傑斯的人。　

## 遊戲系統

### 基本操作
- 由8方向摇桿和輕拳、重拳、輕腳、重腳4個按键组成。

### 雙線系統（Two-plane system）
- 角色可以於兩條線上移動和戰鬥，移動到其他線上時可以避開對手的攻擊。
- 可將對手打到另一條線上。
- 有些場地的線上會有傷害性，如瘋狂亂衝的蠻牛等。

### 超必殺技系統
- 當體力值出現閃爍紅色時可以使用威力強大的超必殺技，擊中時可扣掉對手一半體力值。

## 登場角色

### 可選用角色
- Terry Bogard
- Andy Bogard
- Joe Higashi
- Kim Kaphwan
- Mai Shiranui
- Jubei Yamada
- Big Bear
- Cheng Sinzan

### 電腦控制角色
- Billy Kane
- Axel Hawk
- Laurence Blood
- Wolfgang Krauser

## 外部連結
- 系列官方網站 （页面存档备份，存于）（日語）